# Horn Players
Horn Players est un triptyque réalisé par le peintre américain Jean-Michel Basquiat en 1983. De format vertical, les trois toiles qui le composent, montées sur des panneaux en bois, ont été exécutées à la peinture acrylique et au bâton d'huile. L'œuvre est conservée au Broad, à Los Angeles.
Il s'agit principalement d'un double portrait qui représente à mi-corps sur fond sombre le saxophoniste Charlie Parker à gauche et le trompettiste Dizzy Gillespie à droite, le panneau du milieu étant centré sur une tête aux contours roses. Hommage d'un amateur de jazz à deux musiciens légendaires du genre, l'ensemble présente une composition foisonnante, différents détails saturant l'espace pictural, notamment une inscription plusieurs fois répétée renvoyant au standard Ornithology, de 1946. Si cette abondance brouillonne est typique du peintre, qui provient de l'art urbain, elle suggère en l'occurrence une correspondance entre les arts, du fait d'une dépendance partagée à l'improvisation créatrice. 